# Accenteur de l'Himalaya
Espèce
Statut de conservation UICN

 LC  : Préoccupation mineure
L'Accenteur de l'Himalaya (Prunella himalayana) est une espèce de petits passereaux de la famille des Prunellidae répandu à travers l'Himalaya.
C'est un oiseau de haute montagne, vivant principalement dans des prairies alpines et des zones rocheuses jusqu'à plus de 5 000 m. En hiver, il migre à de plus basses altitudes, généralement entre 2 000 et 4 500 m. On le rencontre dans de nombreux pays d'Asie centrale, du lac Baïkal au nord jusqu'au Sikkim au sud.
Contrairement à la plupart des Accenteurs, il vit dans des zones rocheuses à la végétation rare. C'est une espèce grégaire, qui recherche sa nourriture en groupes pouvant compter plus de 100 individus. Ces larges troupes fouillent le sol à la recherche d'invertébrés, en émettant un discret gazouillement et en s'envolant de manière désordonnée s'ils sont dérangés.
Il peut être confondu avec l'Accenteur alpin, dont il est génétiquement proche. Par leur grande taille et leur attachement aux habitats alpins, ils diffèrent des autres Accenteurs, plus petits et vivant dans des buissons ou des zones boisées.

## Taxonomie
L'Accenteur de l'Himalaya a été décrit par Edward Blyth en 1842, qui le nomme alors Accentor himalayanus. Il a aussi pour anciens noms Accentor variegatus et Accentor altaicus. Il n'y a pas de sous-espèce,.
L'Accenteur de l'Himalaya forme un clade à part des autres Accenteurs avec l'Accenteur alpin, dont il s'est séparé il y a environ 3,04Ma,. Bien que la famille des Prunellidés ne compte qu'un seul genre officiellement, certains auteurs la subdivisent en deux genres : les Accenteurs alpin et de l'Himalaya, plus grands et inféodés aux habitats alpins, formeraient le genre Laiscopus, tandis que les autres Accenteurs, plus petits et vivant dans des buissons ou des zones boisées, formeraient le genre Prunella. 

## Description

### Dimensions et plumage
L'Accenteur de l'Himalaya mesure environ 15 cm. Son bec mesure en moyenne 1 cm, son tarse 2 cm, ses ailes 9 cm et sa queue entre 5,5 et 6,5 cm. Il pèse entre 25,7 g pour les femelles et 27,7 g pour les mâles,. 
C'est un petit oiseau majoritairement brun : son dos est châtain strié de brun sombre, ses ailes brun-roux sont barrées d'une fine bande blanche et sa queue brune est terminée de taches blanches. La tête est grise, striée de noir, avec un sourcil gris plus clair au-dessus de l'œil rougeâtre. La gorge et le menton sont blancs et bordés de taches noires, le bec est noir avec du jaune à la base de la mandibule inférieure. Les pattes sont jaunâtres ou brunâtres,. Il n'y pas de dimorphisme sexuel, mais le mâle est habituellement légèrement plus grand et lourd que la femelle,,.

Les juvéniles sont assez semblables à leurs parents, mais ils sont plus pâles : le ventre est crème, la poitrine chamois, avec des stries noires. La gorge est mouchetée de gris et la queue n'a pas de taches blanches.

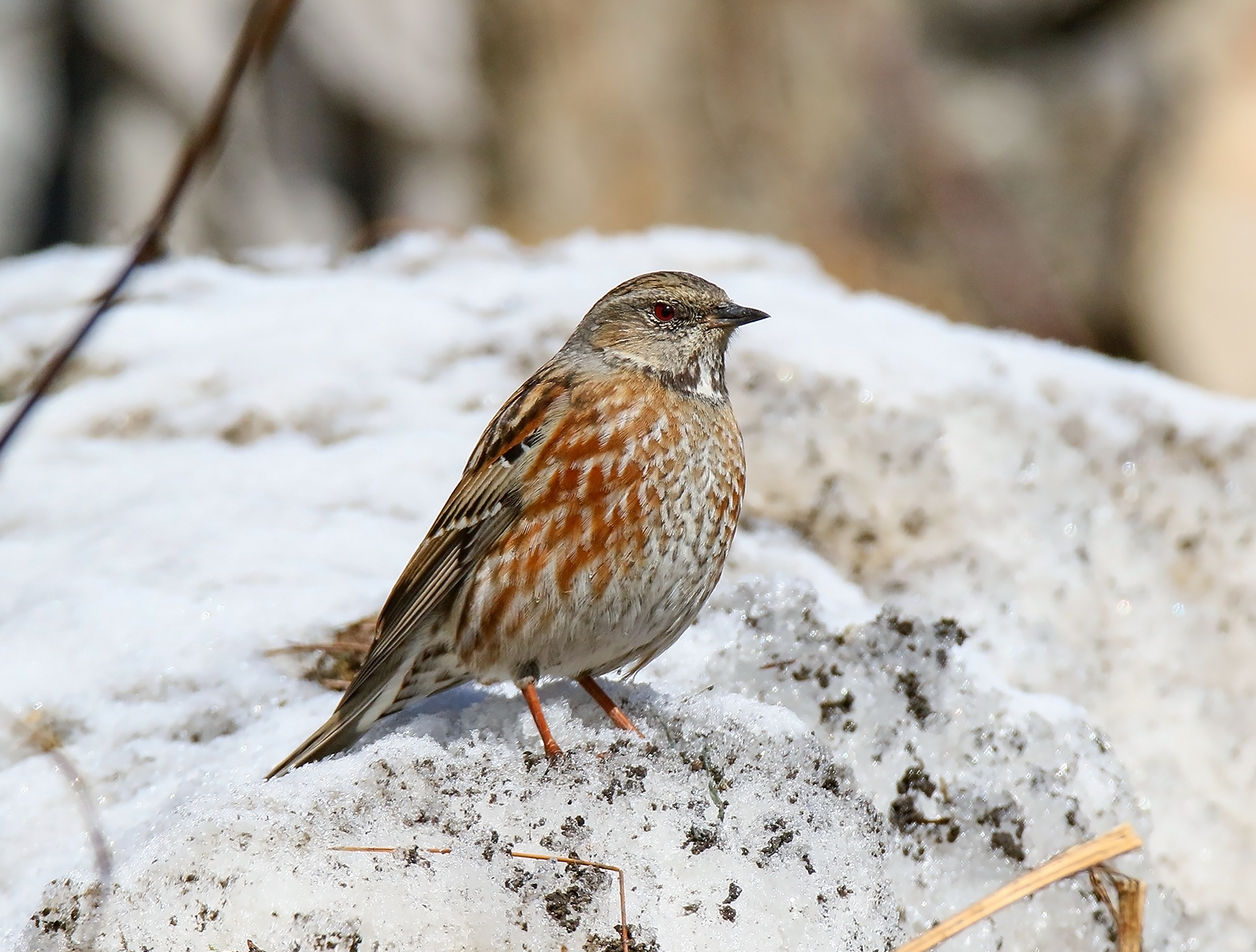
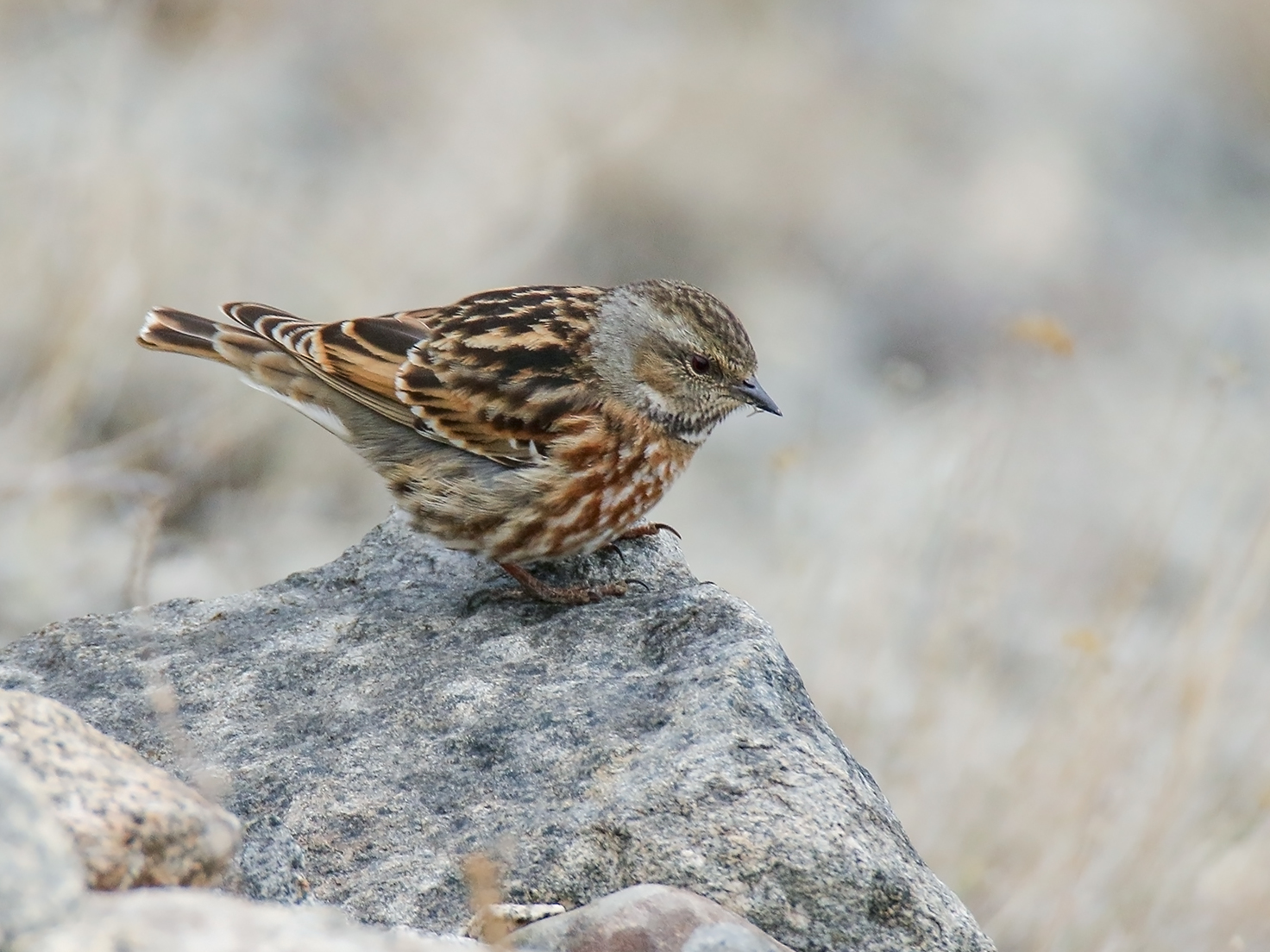
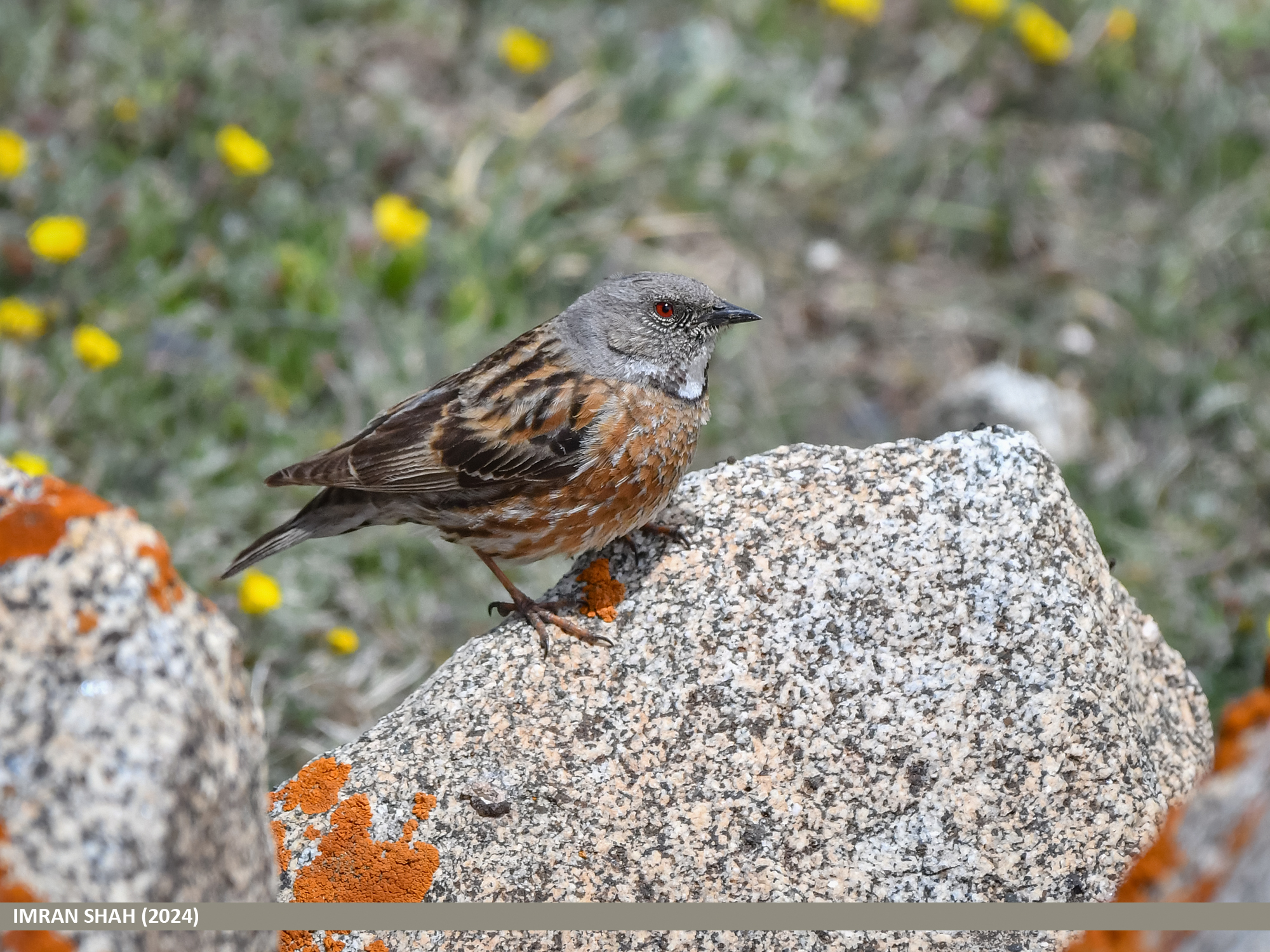

### Espèces ressemblantes
L'Accenteur de l'Himalaya ressemble à l'Accenteur alpin, autre grande espèce d'Accenteur. Il s'en distingue car il a le menton et la gorge blancs, le sourcil pâle et la poitrine striée et non grise,.

### Chant
Il émet un petit gazouillement incessant lorsqu'il cherche sa nourriture. Le mâle chante, poursuivant une femelle ou perché sur un rocher ou au sommet d'un arbre, en poussant un gazouillement puissant mêlé de trilles et de flûtis. Son chant rappelle celui du Serin à front d'or ou de l'Accenteur alpin en moins musical, et son cri d'appel, donné en vol, rappelle celui des Fringillidés,,.

## Distribution et habitat

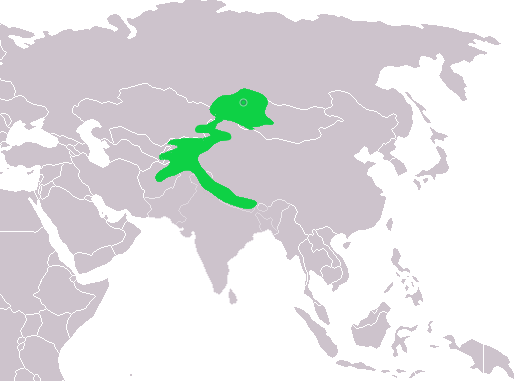
Aire de répartition de l'Accenteur de l'Himalaya.

L'Accenteur de l'Himalaya est un oiseau de haute montagne, vivant entre 1 500 et 5 500 m,,. Les limites de son aire de répartition ne sont pas connues précisément mais il est présent, de façon continue ou plus occasionnelle, dans de nombreux pays d'Asie : Afghanistan, Bhoutan, Chine, Inde, Kirghizistan, Mongolie, Népal, Pakistan, Russie, Turkménistan et Ouzbékistan,. Il vit jusqu'au lac Baïkal et au Turkestan au nord, et hiverne jusqu'au Sikkim,.
En été, l'Accenteur de l'Himalaya vit aux plus hautes altitudes, dans des prairies alpines et des zones ouvertes rocheuses, sur des versants avec une couverture végétale réduite. Il évite les éboulis et les blocs de pierre, préférant un sol plat,,. De fin septembre à fin avril, il migre à des altitudes plus basses, entre 2 000 et 4 500 m, exceptionnellement jusqu'à 1 000 m à l'ouest de son aire,. Il préfère alors les collines rocheuses avec peu de végétation, souvent leur face ombragée.

## Comportement

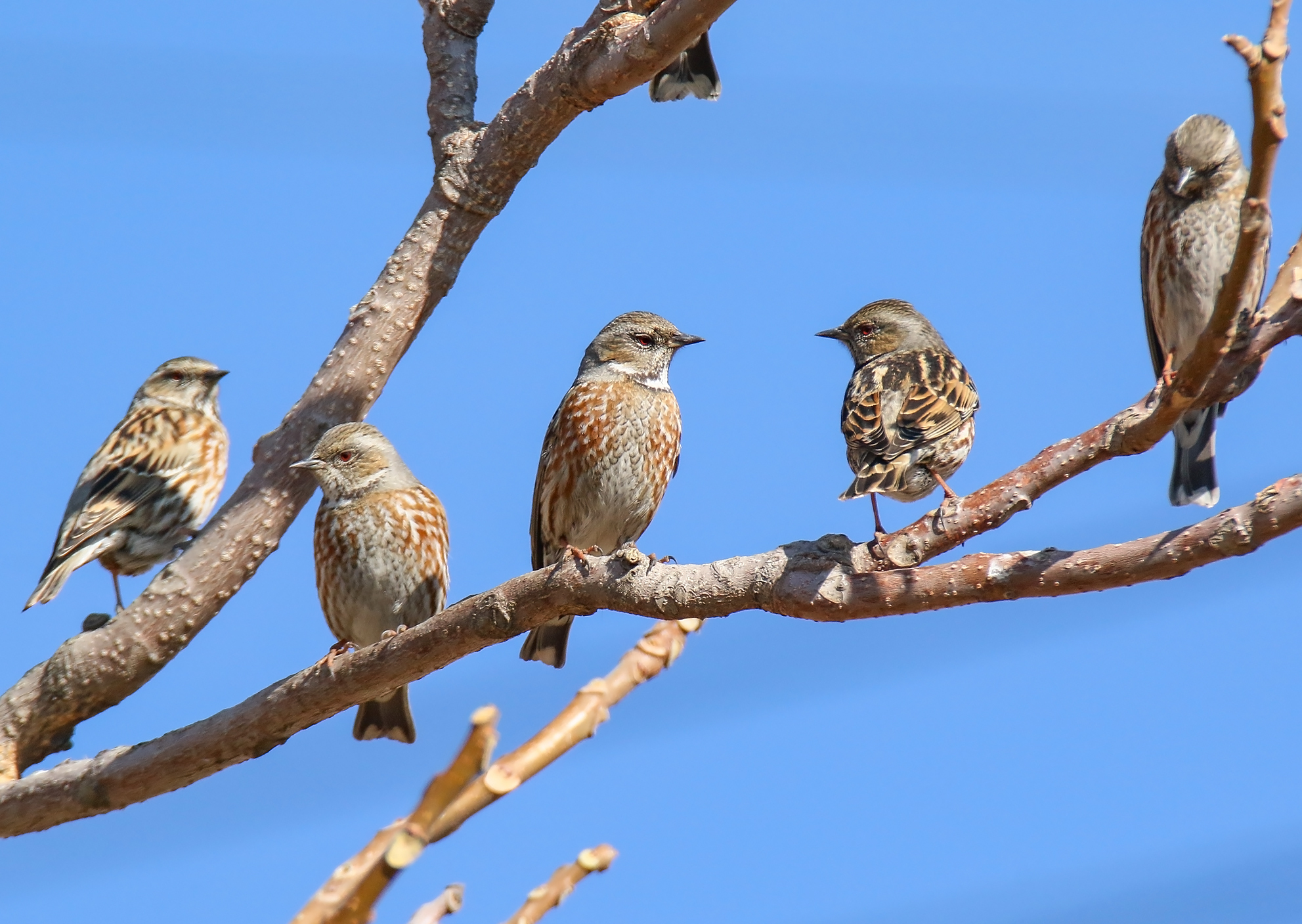
Les Accenteurs de l'Himalaya peuvent se poser au sommet d'arbres à la manière des étourneaux.

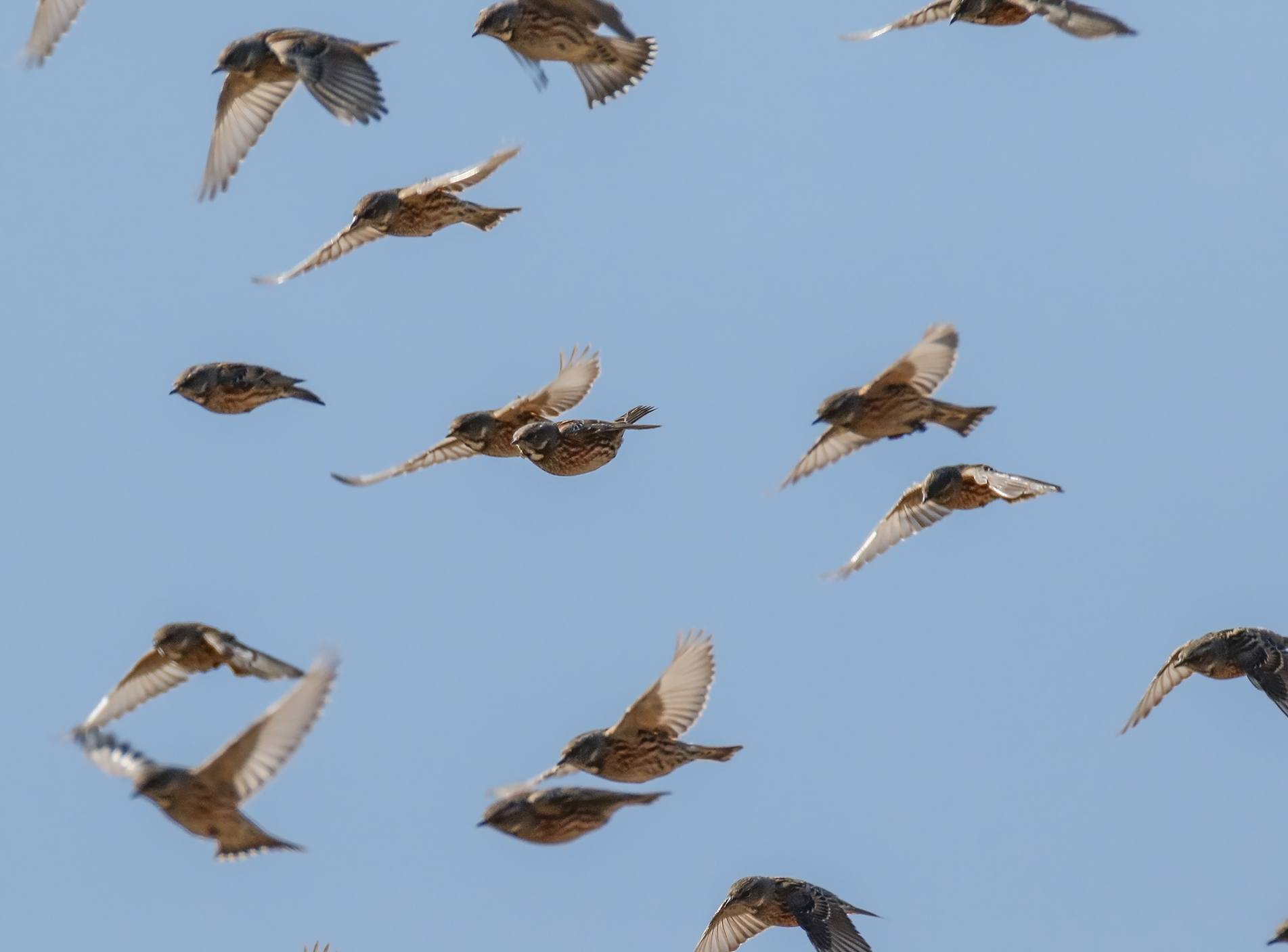
S'il est dérangé, le groupe s'envole de manière désordonnée.

C'est un petit oiseau terrestre et diurne, parfois agressif lorsqu'il recherche de la nourriture. Plus grégaire que l'Accenteur alpin, on le voit souvent en groupes serrés de 30, 100 voire plus d'individus, se nourrissant sur le sol pierreux,,. S'il est dérangé, le groupe s'envole et fait des va-et-vients désordonnés avant de se poser à nouveau. En hiver, les groupes se perchent parfois au sommet d'arbres nus et gazouillent, comme les étourneaux. Il est souvent en compagnie de Roselins de Hodgson et d'Accenteurs alpins,.

### Alimentation
L'Accenteur de l'Himalaya est omnivore : il se nourrit principalement d'invertébrés — mouches, papillons, coléoptères, sauterelles, criquets, araignées, petits escargots —, parfois d'oisillons, ainsi que de graines et de baies en hiver,,.
Il cherche sa nourriture en groupes nombreux mais discrets, sautillant entre les rochers et les crevasses, courbés très près du sol, avec un gazouillement faible,.

### Reproduction
La reproduction a lieu de mai à août. L'Accenteur de l'Himalaya atteint la maturité sexuelle à un an. Son vol nuptial regroupe 4 ou 5 oiseaux et rappelle celui de l'Accenteur alpin, ce qui laisse penser qu'il pourrait être polygynandrique comme celui-ci,.
Le nid, en forme de coupe, est construit au sol avec un mélange d'herbe, de feuilles, de racines et de laine. Il est placé dans un creux sous une touffe d'herbe ou un rocher,. La femelle pond généralement 2 couvées de 4 à 5 œufs bleu immaculé, mesurant 22,2 × 15,7 mm, qu'elle couve pendant 13 jours. Ensuite, les petits sont nourris par les deux parents.
L'âge maximal connu est de 10,8 ans.

## Effectifs, menaces et protection
La population complète n'est pas évaluée. En l'absence de preuves de déclin ou de menaces particulières, elle est considérée comme stable par l'UICN, qui classe l'Accenteur de l'Himalaya en « préocuppation mineure ».